# Bathythrix pellucidator

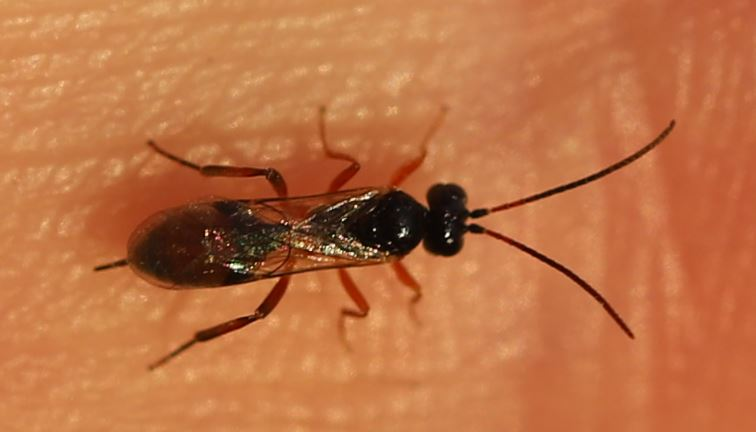
Dorsalansicht

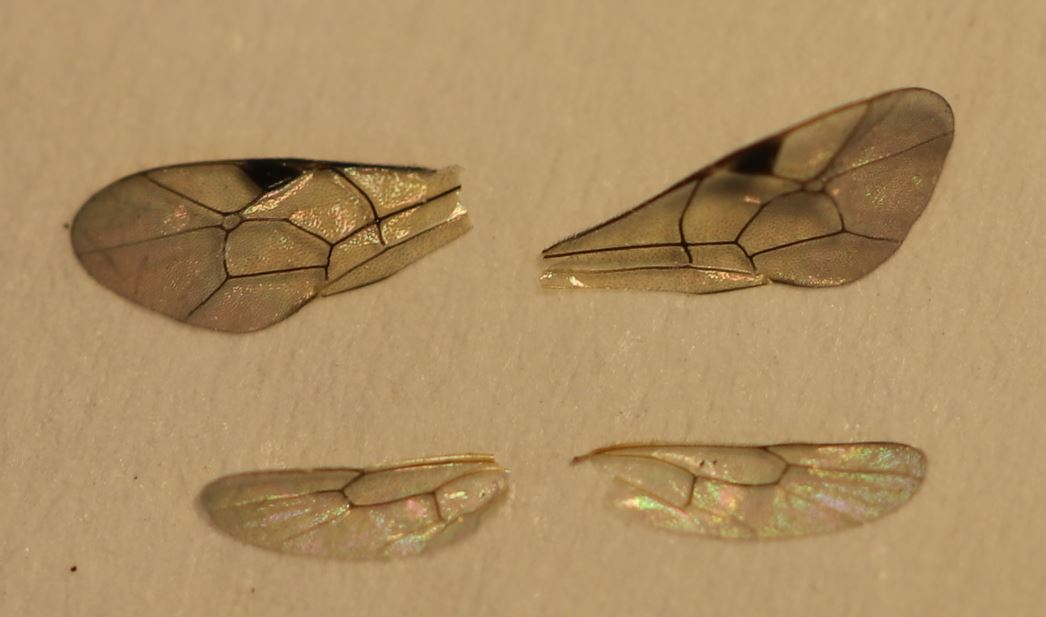
Flügel

Bathythrix pellucidator ist eine Schlupfwespe aus der Unterfamilie der Phygadeuontinae. Die Art wurde im Jahr 1829 von Carl Gravenhorst als Cryptus pellucidator erstbeschrieben. Der Namenszusatz leitet sich von dem lateinischen Begriff pellucidus für „durchscheinend“ ab.

## Merkmale
Die Schlupfwespen erreichen eine Länge von 6–8 mm. Kopf, Mesonotum sowie der Petiolus sind schwarz gefärbt. Der Gaster ist überwiegend rot gefärbt. Lediglich die hinteren Tergite sind verdunkelt. Die verdickte Fühlerbasis ist schwarz. Daran schließen sich zwei bis drei rote schlanke Fühlerglieder an. Die restlichen Fühlerglieder sind schwarz. Die Beine sind überwiegend hellrot gefärbt. Das apikale Ende der hinteren Femora, das basale und apikale Ende der hinteren Tibien sowie die hinteren Tarsen sind verdunkelt. Die Flügel weisen eine charakteristische Flügeladerung auf. Die Vorderflügel besitzen ein relativ großes braunschwarzes Pterostigma. Der relativ kurze Ovipositor der Weibchen ist gerade nach hinten gerichtet.

## Verbreitung
Bathythrix pellucidator ist in Europa weit verbreitet. Sie gehört zusammen mit Bathythrix lamina in Mittel- und Nordeuropa zu den häufigsten Arten der Gattung. Im Osten reicht das Vorkommen über Kleinasien bis in den Kaukasus (Aserbaidschan) und in den Iran.

## Lebensweise
Die Imagines von Bathythrix pellucidator beobachtet man von April bis Oktober. Ihren typischen Lebensraum bilden insbesondere die Ränder von Wäldern mit Fichtenbestand. Die Schlupfwespen besuchen die Blüten des Faulbaums (Rhamnus frangula), deren Nektar sie aufnehmen. Die Schlupfwespen sind idiobionte Parasitoide verschiedener Schwebfliegen-Arten. Zu diesen zählen die Hainschwebfliege (Episyrphus balteatus), die Gewöhnliche Langbauchschwebfliege (Sphaerophoria scripta) und Platycheirus scutatus. Die weiblichen Schlupfwespen platzieren mit ihrem Legestachel ein Ei in die Wirtspuppe. Die Schlupfwespen-Larve entwickelt sich in der Wirtspuppe und verpuppt sich auch darin. Die adulte Schlupfwespe frisst sich ein Loch aus dem Wirts-Puparium und verlässt dieses.